# Swinbrook and Widford
Swinbrook and Widford is een civil parish in West Oxfordshire in het Verenigd Koninkrijk, gevormd in 1932 uit de parishes van Swinbrook en Widford, twee kleine dorpen in de Windrush Valley, verscholen in het heuvelland op enige afstand van de A40 tussen Witney en Burford in het AONB van de Cotswolds. De beide dorpskerken, Widford Bridge, verschillende cottages en andere eeuwenoude bouwwerken hebben een extra beschermde status als listed building. De sinds halverwege de 20e eeuw licht dalende bevolking bedroeg 135 in 2001.